# 富山県自然博物園ねいの里
富山県自然博物園ねいの里（とやまけんしぜんはくぶつえんねいのさと）は、富山県富山市に所在する自然公園（自然博物園）である。富山県博物館協会加盟。

## 概要
富山県置県100年記念事業の一環として、1981年（昭和56年）6月2日に開園。建設費は用地費に含めて4億760万円。婦中町吉住の勤労者いこいの村の東隣にあり、一帯は渡り鳥の通過地点でもある。鉄筋コンクリート2階建て（延べ726.5m2）の展示館と自然観察のためのフィールドで構成されており、敷地面積は12.9ヘクタール。
開館時間は9時から17時まで、入館無料、休館日は祝日を除く火曜日、祝日の翌日（祝日が土・日の場合、月曜日）、年末年始。

## 施設概要
- フィールド - 一周約2kmの観察路がある[1]。
- 展示館 - 四季ジオラマや鳥獣の剥製標本展示、イヌワシウオッチング、野生鳥獣や昆虫類の標本が展示されている[1]。

この他、映像や音声によって学べる機器がある。

## アクセス
- 高山本線千里駅より婦中コミュニティバス （古里・音川線 逆回り）乗り換え、いこいの村下車、徒歩10分[3]、または富山地鉄バス「音川」バス停下車、徒歩約30分[1]。
- E8 北陸自動車道小杉インターチェンジまたは富山西インターチェンジから車で15分[1]。